# ハーリド・アル＝ムワリッド
ハーリド・アル＝ムワリッド（Khaled Massad Al-Muwallid、1971年11月23日 - ）は、サウジアラビアの元サッカー選手。元サウジアラビア代表。ポジションはミッドフィールダー。

## 来歴
1988年にサウジアラビア代表デビュー。AFCアジアカップ1988では優勝、AFCアジアカップ1992では準優勝した。1994 FIFAワールドカップ・アジア予選では10試合に出場、初のワールドカップ出場権を獲得した。1994 FIFAワールドカップでは全4試合に出場、ベスト16となった。AFCアジアカップ1996では全6試合に出場、優勝した。1998 FIFAワールドカップにも2大会連続で出場した。サウジアラビア代表で116試合に出場、27得点をあげた。

## 代表歴

### 出場大会
- サウジアラビア代表
  - 1994 FIFAワールドカップ
  - 1998 FIFAワールドカップ

### 試合数
- 国際Aマッチ 116試合 27得点（1988年-1998年）[1]

| サウジアラビア代表 | 国際Aマッチ | 国際Aマッチ |
| 年                 | 出場        | 得点        |
| ------------------ | ----------- | ----------- |
| 1988               | 6           | 0           |
| 1989               | 5           | 0           |
| 1990               | 3           | 1           |
| 1991               | 0           | 0           |
| 1992               | 14          | 5           |
| 1993               | 18          | 5           |
| 1994               | 19          | 2           |
| 1995               | 1           | 0           |
| 1996               | 19          | 6           |
| 1997               | 21          | 8           |
| 1998               | 10          | 0           |
| 通算               | 116         | 27          |